# Karl Schuchardt (Mediziner)
Karl Albert Schuchardt (* 24. Dezember 1901 in Itzehoe; † 5. April 1985 in Hamburg) war ein deutscher Mund-, Kiefer- und Gesichtschirurg und Hochschullehrer.

## Leben und Wirken
Karl Schuchardt wurde 1901 als Sohn eines Dentisten in Itzehoe/Holstein geboren. Nach Schulbesuch und Abitur studierte er Medizin und Zahnmedizin in Freiburg, Kiel und München. Er promovierte in Kiel 1928 zum Dr. med. und 1930 zum Dr. med. dent. 
Nach kurzer zahnärztlicher Tätigkeit in eigener Praxis in Itzehoe absolvierte er seine Facharzt-Weiterbildung in Berlin.  
1934 ließ er sich als Facharzt für Kieferchirurgie in Berlin nieder und übernahm die Leitung der kieferchirurgischen Abteilung im St. Norbert-Krankenhaus in Schöneberg. Mit Kriegsbeginn wurde er leitender Arzt eines großen Reservelazarettes für Gesichtsverletzte in Berlin-Tempelhof und zusätzlich im Hilfskrankenhaus Seebad Mariendorf. Schuchardt habilitierte sich 1944 bei Professor Hofer in Berlin.
1946 wurde er in Personalunion Direktor der Nordwestdeutschen Kieferklinik im Allgemeinen Krankenhaus Eilbeck und Ordinarius für Zahn-, Mund- und Kieferheilkunde in der Universitätsklinik Hamburg-Eppendorf. Während seiner Amtszeit (1951/52) als Dekan der medizinischen Fakultät konnte er die Vorbereitungen zum Bau der Zahn- und Kieferklinik etwas vorantreiben. Mit seinem Nachfolger im Amt (Joachim Kühnau, Direktor des Physiologischen Instituts) kam es jedoch 1953 zu Auseinandersetzungen um die Priorität der Bauvorhaben. Schuchardt konnte sich allerdings durchsetzen.
Nach 25-jähriger Tätigkeit als Direktor der Klinik wurde Schuchardt 1970 emeritiert. Es folgten noch mehrere Jahre operativer Tätigkeit in eigener Praxis in Hamburg. Er verstarb am 5. April 1985.

## Auszeichnungen
- Ehrendoktor der Universität Helsinki (1966)
- Senator der Leopoldina (1968), Mitglied der Leopoldina seit 1955
- Silberne Ehrennadel der deutschen Zahnärzteschaft (1971)
- Paracelsus-Medaille (1972)
- Großes Bundesverdienstkreuz (1973)